# Wilhelm Czulak

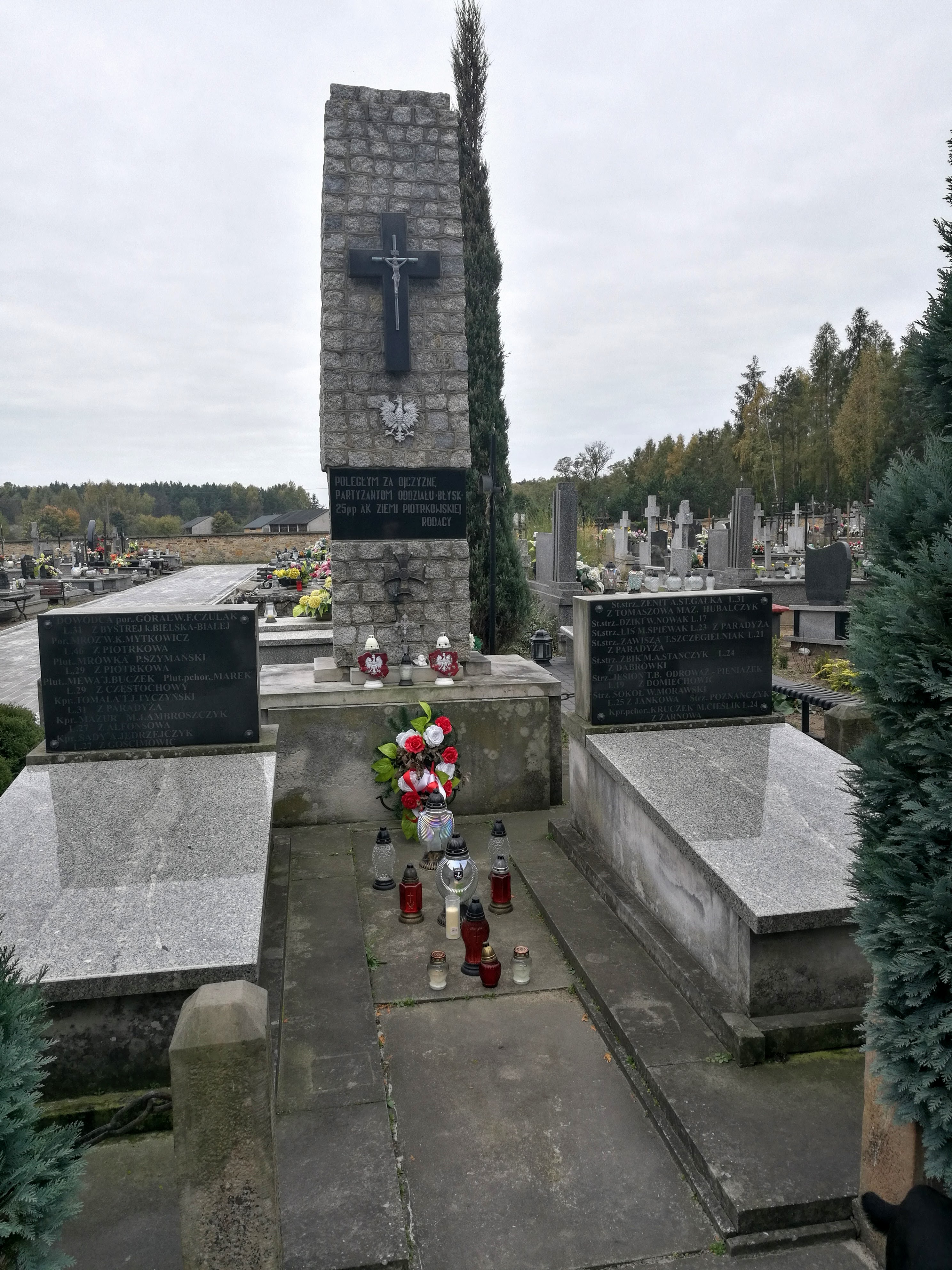
Grób Wilhelma Czulaka oraz 15 innych żołnierzy OP AK „Błysk” na cmentarzu w Paradyżu

Wilhelm Franciszek Czulak, ps. Góral (ur. 16 czerwca 1912 w m. Chodorów, pow. Bóbrka, zm. 9 maja 1944 w kolonii Łuby Sobieńskie) – podporucznik piechoty rezerwy Wojska Polskiego II RP, podczas wojny obronnej Polski we wrześniu 1939 dowódca plutonu w Batalionie ON "Cieszyn I", a w czasie wojny oficer Armii Krajowej, m.in. jako dowódca Oddziału Partyzanckiego Armii Krajowej „Błysk” na ziemi opoczyńskiej.

## Życiorys
Syn Antoniego. W latach 1936–1939 komendant Ochotniczej Straży Pożarnej w Skoczowie. Na stopień podporucznika rezerwy został mianowany ze starszeństwem z 1 stycznia 1938 i 1140. lokatą w korpusie oficerów piechoty. W 1939 dowódca I plutonu w 3 kompanii strzeleckiej Skoczów kpt. Ignacego Stachowiaka w Batalionie ON "Cieszyn I" mjr. Kazimierza Bełko.
Jako mieszkaniec Śląska został przymusowo wcielony do Wehrmachtu.
W kwietniu 1944 przebywał jako rekonwalescent w Białaczowie, gdzie został przydzielony do ochrony będącego pod zarządem niemieckim majątku Platerów. Czulak nawiązał kontakt z kierownictwem konspiracji Armii Krajowej i wyraził gotowość przejścia do polskich oddziałów partyzanckich. Po porzuceniu służby w wojsku niemieckim został zaprzysiężony przez kpt. Jana Seredyńskiego ps. „Bolek”, przybierając pseudonim „Góral”. 3 maja 1944 został zaprzysiężony przez kpt. „Ziębę” na dowódcę Oddziału Partyzanckiego AK „Błysk” w Obwodzie Opoczyńskim Inspektoratu Piotrkowskiego AK. 
9 maja 1944 r. dowodzony przez niego oddział partyzancki został otoczony przez niemiecką żandarmerię i granatową policję w kolonii Łuby Sobieńskie (Ludwików). W nierównej walce zginęło 16 partyzantów, w tym sam Wilhelm Czulak. Zwłoki poległych partyzantów Niemcy ułożyli na stosie chrustu i drewna, który następnie podpalili. Z trudem dokonano identyfikacji zwłok ze względu na częściowe zwęglenie ciał. Zwłoki poległych partyzantów zniesiono do piwnicy jednego z domów. Kilka tygodni później, w czerwcu, w lesie niedaleko Zakrzowa odbył się żołnierski pogrzeb ofiar potyczki.
27 sierpnia 1945 roku zwłoki partyzantów z oddziału „Błysk”, w tym Wilhelma Czulaka, zostały ekshumowane z grobu w zakrzowskim lesie i pochowane na cmentarzu w Paradyżu.

## Upamiętnienie

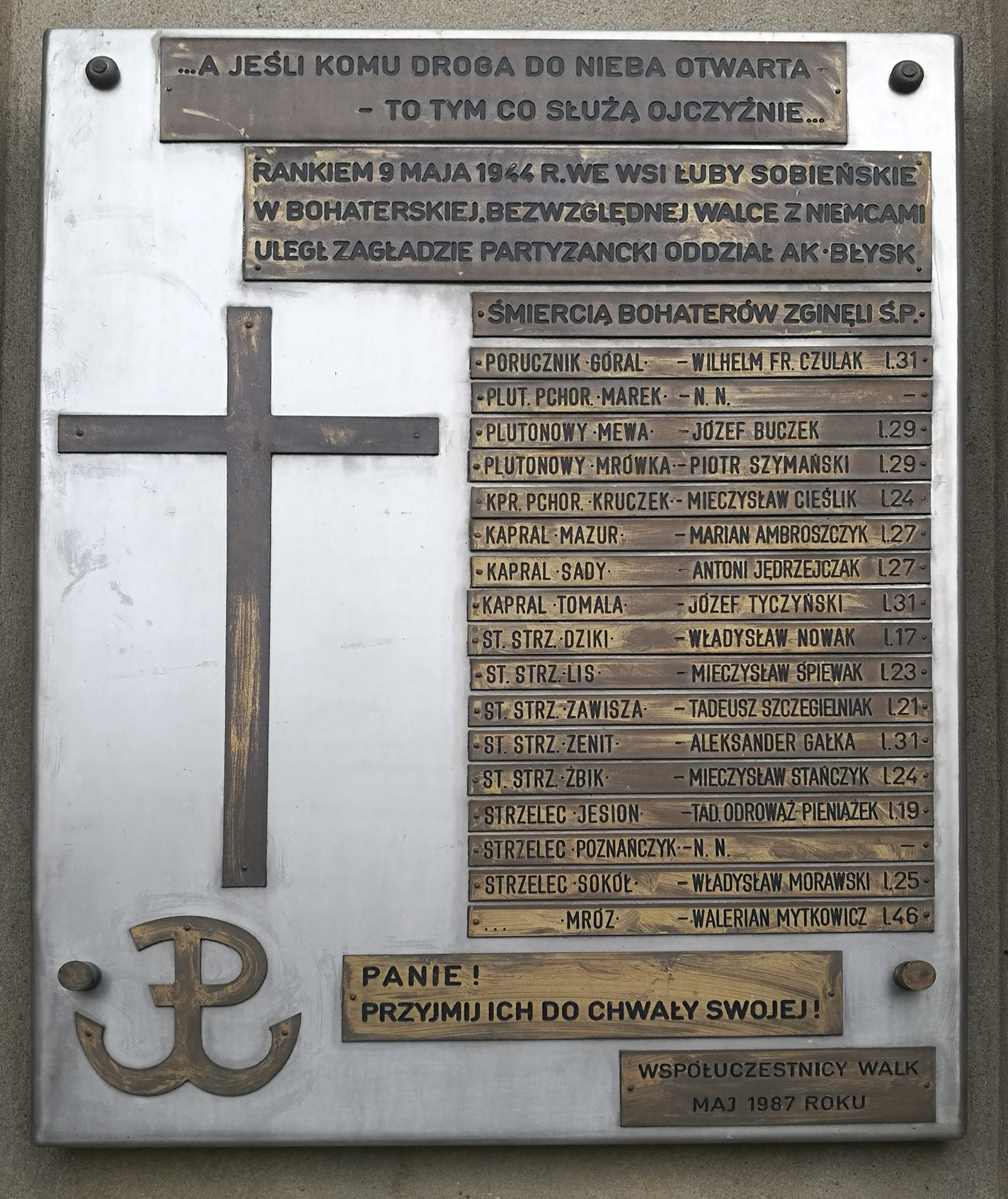
Tablica upamiętniająca poległych żołnierzy OP AK „Błysk”, w tym Wilhelma Czulaka, przy wejściu do kościoła w Białaczowie

W 1987 roku w Łubach Sobieńskich, w miejscu potyczki, postawiono pamiątkowy krzyż. Pamiątkowe tablice znajdują się też na cmentarzu w Paradyżu oraz na ścianie przy wejściu do kościoła parafialnego w Białaczowie. Pamiątkowa tablica poświęcona pamięci oddziału AK „Błysk” znajduje się też w kościele ojców bernardynów w Piotrkowie Trybunalskim.
15 maja 1997 imię OP AK "Błysk" ppor. Wilhelma Czulaka przyjęła Szkoła Podstawowa w Paradyżu w powiecie opoczyńskim.